# Seznam kamenů zmizelých v Hranicích

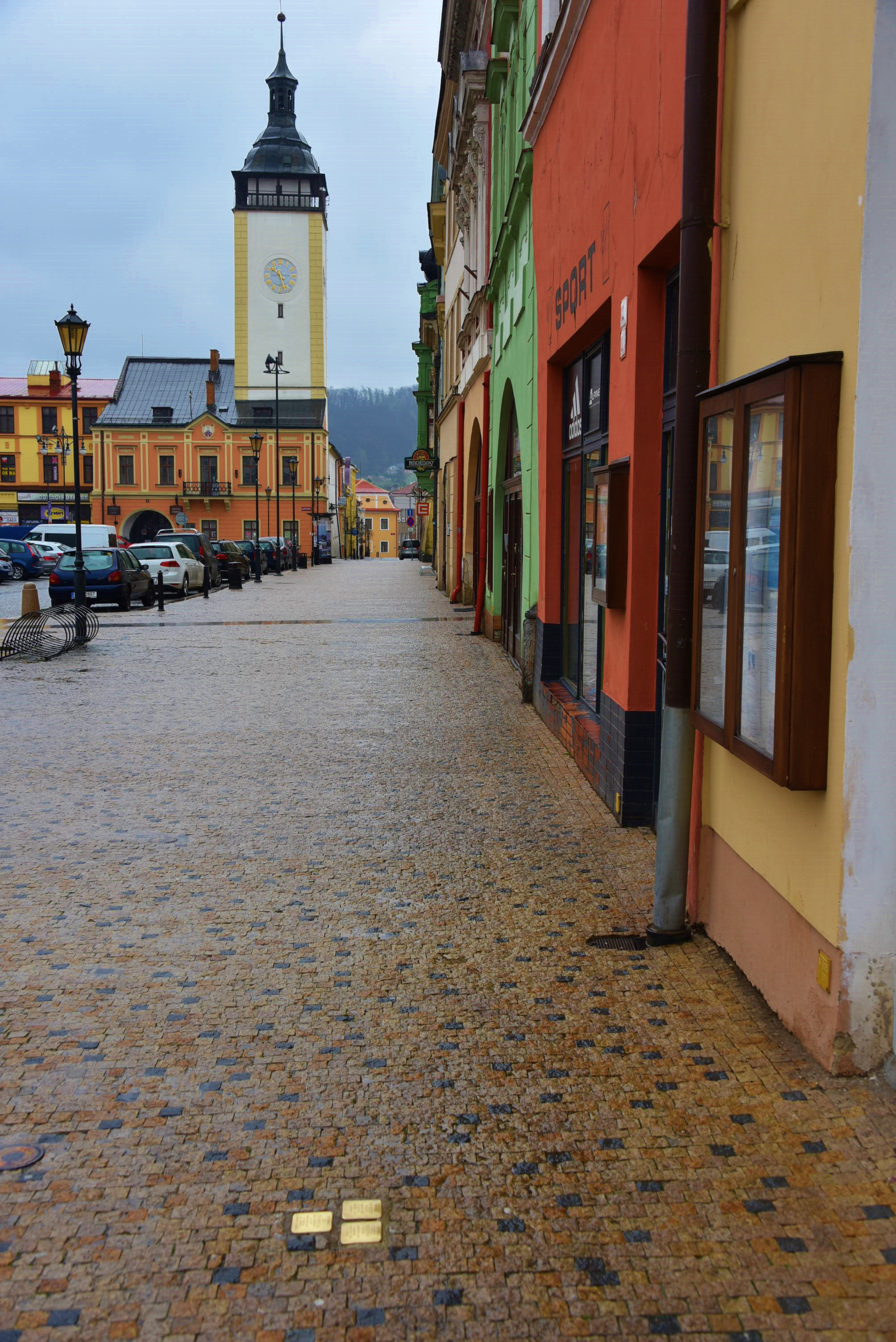
Kameny zmizelých v Hranicích

Seznam kamenů zmizelých v Hranicích obsahuje pamětní kameny obětem nacismu ve městě Hranice. Jsou součástí celoevropského projektu Stolpersteine německého umělce Guntera Demniga. Kameny zmizelých jsou věnovány osudu těch, kteří byli nacisty deportováni, vyhnáni, zavražděni nebo spáchali sebevraždu.

## Hranice
V Hranicích (okres Přerov) byly položeny následující kameny zmizelých:
| Obrázek | Nápis | Bydliště                                             | Jméno, život       |
| ------- | --- | ---------------------------------------------------- | ------------------ |
|         | ZDE BYDLEL MAX GESSLER NAR. 1878 DEPORTOVÁN 1942 DO TEREZÍNA ZAVRAŽDĚN 1944 V OSVĚTIMI                                       | Masarykovo náměstí 8 49°32′54″ s. š., 17°44′3″ v. d. | Max Gessler        |
|         | ZDE BYDLELA TEREZIE GESSLEROVÁ NAR. 1884 DEPORTOVÁNA 1942 DO TEREZÍNA ZAVRAŽDĚNA 1944 V OSVĚTIMI                             | Masarykovo náměstí 8                                 | Terezie Gesslerová |
|         | ZDE BYDLELA ILSA STEINSBERGOVÁ ROZ. GESSLEROVÁ NAR. 1918 DEPORTOVÁNA 1942 DO TEREZÍNA 1944 DO OSVĚTIMI OSVOBOZENA V TEREZÍNĚ | Masarykovo náměstí 8                                 | Ilsa Steinsbergová |

## Data pokládání kamenů
- 5. srpna 2015: Hranice (okres Přerov)